# Sayaka Kamiya
Pour les articles homonymes, voir Kamiya.
Sayaka Kamiya (神谷涼) est un mannequin et actrice japonaise née le 20 avril 1982 (préfecture de Kanagawa, Japon). Elle est surtout connue pur avoir interprétée le rôle de Satomi Noda dans le film Battle Royale de Kinji Fukasaku.

## Biographie
Ses loisirs sont la pêche, la plongée, le ballet et le foot.
En 2000, elle joue dans le film "Battle Royale".
Octobre 2006, elle apparait dans le magazine Playboy.

## Filmographie
- 1999 : Tennen shôjo Man next: Yokohama hyaku-ya hen (TV) de Takashi Miike
- 2000 : Battle Royale de Kinji Fukasaku